# Bauhaus Luftfahrt
Das Bauhaus Luftfahrt e.V. ist ein im November 2005 von den drei Luft- und Raumfahrtunternehmen Airbus Group (damals: EADS), Liebherr-Aerospace und MTU Aero Engines sowie dem Bayerischen Staatsministerium für Wirtschaft, Infrastruktur, Verkehr und Technologie gegründeter gemeinnütziger Verein. Seit 2012 ist zudem die Industrieanlagen-Betriebsgesellschaft (IABG) Mitglied der Institution, seit 2021 auch das Deutsche Zentrum für Luft- und Raumfahrt (DLR).
Die rund 50 Mitarbeiter befassen sich mit der Zukunft der Mobilität im Allgemeinen und mit der Zukunft des Luftverkehrs im Besonderen. Ziel der Forschungsarbeit ist es, das System der Luftfahrt im Sinne einer Ganzheitlichkeit aus vielen Blickwinkeln zu betrachten: es werden technische, wirtschaftliche, gesellschaftliche und ökologische Aspekte berücksichtigt. Dabei stehen Handlungsempfehlungen für eine Transformation zu einer klimafreundlichen Luftfahrt im Fokus, gefördert unter anderem durch das Luftfahrtfoschungsprogramm Klima (LuFo Klima) der Deutschen Bundesregierung und dem Forschungs- und Innovationsprogramm Horizon Europe der Europäischen Union.